# Себастьяни де Ла Порта, Орас Франсуа Бастьен
Орас Франсуа Бастьен Себастьяни де Ла Порта (фр. Horace François Bastien Sébastiani de La Porta; 1772—1851) — маршал Франции (1840 год), французский военачальник эпохи Наполеоновских войн, дипломат и государственный деятель.

## Биография
Родился 17 ноября 1772 года в Ла-Порте (Верхняя Корсика). В молодости предназначался к церковной карьере, но после Французской революции поступил в армию младшим лейтенантом. В 1794 году сражался в рядах Альпийской армии и за отличие был произведён в капитаны 9-го драгунского полка.
В 1796—1797 и 1799 годах находился в походах в Италии и отличился в сражениях при Дего (был ранен) и Арколе, за последнее дело был назначен командиром батальона и произведён в полковники. 28 апреля 1799 года был захвачен в плен войсками Суворова и впоследствии после обмена пленными вернулся во Францию. Себастьяни был активным участником переворота 18 брюмера. Затем он сражался при Маренго.
После Амьенского мира началась дипломатическая карьера Себастьяни — он был назначен посланником в Константинополь. Из Константинополя Себастьяни отправился в Каир, где провёл переговоры с английским генералом Стюартом, от которого потребовал скорейшего очищения Египта согласно мирным соглашениям. За успешое выполнение этой миссии Себастьяни 29 августа 1803 года был произведён в бригадные генералы.
В кампании 1805 года против Австрии и России Себастьяни отличился в сражениях при Холлабрунне и Аустерлице, за что 21 декабря 1805 года был произведён в дивизионные генералы.
По заключении Пресбургского мира Себастьяни вновь был послан в Константинополь, на этот раз уже в качестве постоянного представителя Франции при турецком султане. Основной целью его миссии было сорвать сближение Турции с Англией и Россией, что ему блистательно удалось — в 1806 году турецкий султан Селим III объявил войну Российской империи. Английское правительство, встревоженное соглашениями Турции с Францией потребовало от султана отменить договор и выслать Себастьяни из Константинополя, для этой цели в Мраморное море вошла эскадра под командованием адмирала Дакворта. Однако Себастьяни убедил Селима что против англичан можно и нужно защищаться и султан поручил ему возведение береговых укреплений и батарей вокруг столицы. Тем временем, якобы соглашаясь с требованиями Англии, турецкое правительство под благовидными предлогами всячески затягивало переговоры. В самом скором времени под руководством Себастьяни были сооружены батареи на 500 орудий. Однако, не решившись на открытую конфронтацию с Англией, турки в апреле 1807 года вынуждены били расстаться с Себастьяни, который отправился во Францию. По возвращении Наполеон наградил Себастьяни орденом Почётного легиона (7 апреля 1808 года).
22 августа 1808 года Себастьяни получил в командование 4-й корпус и отправился в Испанию. За бои при Талавере и на реке Тахо он 21 декабря 1809 года получил графское достоинство Французской империи. В январе 1810 года Себастьяни захватил Малагу, однако уже в скором времени потерял значительную часть завоёванной территории. Заблокированный испанцами в Гранаде, Себастьяни 10 мая 1811 года под предлогом болезни попросился в отставку, которая была удовлетворена.
Пробыв полгода в опале, Себастьяни перед началом кампании в России вернулся в строй и получил в командование кирасирскую дивизию корпуса Монбрена. Приняв с отличием участие в сражении под Смоленском (на подступах к которому имел неоднократные авангардные стычки с казаками Платова), Себастьяни после Бородинской битвы во главе 2-го кавалерийского корпуса среди первых вошёл в Москву. При отступлении из России Себастьяни командовал остатками французской кавалерии и возглавлял авангард.
В 1813 году Себастьяни сражался в битве народов под Лейпцигом, где был ранен пикой в грудь, но, несмотря на это, остался во главе войск и в сражении при Ханау сумел разбить баварские войска генерала Вреде.
Во время обороны Франции Себастьяни командовал гвардейской кавалерией и отличился в сражении под Реймсом, где был убит русский генерал Сен-При. Также весьма заметно было его участие в сражениях при Арси-сюр-Об и Сен-Дезье.
Во время кампании Ста дней Себастьяни вновь сражался на стороне Наполеона и командовал Парижским гарнизоном. После генерального сражения при Ватерлоо Себастьяни входил в состав комиссии, обсуждавшей мир с союзниками и неудачно пытавшейся выторговать более или менее приемлемые условия для сохранения власти Наполеона.
После этой неудачи Себастьяни эмигрировал в Великобританию, но уже в мае 1816 года вернулся во Францию. 22 сентября 1819 года он был избран в парламент от Корсики. В следующие годы он неоднократно переизбирался на эту должность.
С 11 августа по 17 ноября 1830 года Себастьяни был морским министром и министром колоний Франции, а затем вплоть до 11 октября 1832 года возглавлял Министерство иностранных дел; также с 24 ноября по 11 декабря 1831 года он временно исполнял обязанности и военного министра. После того как кабинет министров возглавил Сульт, Себастьяни некоторое время оставался не у дел, но в связи с высадкой русских войск у Константинополя, его, как знатока восточных дел, снова призвали на дипломатическое поприще в качестве министра без портфеля и послали в Турцию для наблюдения за действиями и политической нейтрализации мероприятий Муравьёва и Орлова.
1 апреля 1834 года Себастьяни вышел из состава кабинета министров в знак протеста против выплаты 25 миллионов франков в пользу Соединённых Штатов в качестве компенсации ущерба, причинённого им французскими корсарами во время Наполеоновских войн. 4 апреля Себастьяни уехал послом в Неаполь, где находился до августа следующего года.
7 января 1835 года Себастьяни был назначен послом в Лондон, где находился до 7 февраля 1840 года. В том же году стал маршалом Франции и женился на Аглае де Граммон, вдове генерала А. Л. Давыдова, в прошлом любовнице Пушкина («Иной имел мою Аглаю…»). Не вернувшись к активной политической деятельности, Себастьяни только исполнял депутатские обязанности члена парламента от Корсики.
Себастьяни скончался 20 июля 1851 года в Париже и по особому декрету Луи-Наполеона Бонапарта в знак признания его военных и дипломатических заслуг был похоронен в Доме инвалидов. Впоследствии его имя было выбито на Триумфальной арке в Париже.

## Воинские звания
- Младший лейтенант (27 августа 1789 года);
- Лейтенант (15 апреля 1793 года);
- Капитан (июнь 1794 года);
- Командир эскадрона (22 сентября 1797 года, утверждён в чине 19 февраля 1798 года);
- Полковник (20 апреля 1799 года);
- Бригадный генерал (29 августа 1803 года);
- Дивизионный генерал (21 декабря 1805 года).

## Титулы

- Граф Себастьяни де Ля Порта и Империи (фр. comte Sébastiani de La Porta et de l'Empire; декрет от 19 марта 1808 года, патент подтверждён 31 декабря 1809 года)[1].

## Награды
Легионер ордена Почётного легиона (Французская республика, 11 декабря 1803 года)
 Коммандан ордена Почётного легиона (Французская империя, 14 июня 1804 года)
 Большой орёл ордена Почётного легиона (Французская империя, 7 апреля 1807 года)
 Высший сановник ордена Железной короны (Королевство Италия)
 Кавалер ордена Полумесяца (Османская империя, 1807 год)
 Кавалер Военного ордена Святого Людовика (Королевство Франция, 1814 год)
 Кавалер Большого креста ордена Леопольда I (Королевство Бельгия)
 Кавалер Большого креста ордена Святого Фердинанда и Заслуг (Королевство обеих Сицилий)
 Кавалер Большого креста ордена Спасителя (Королевство Греция)
 Кавалер ордена Дубовой короны (Великое Герцогство Люксембург)

## Образ в кинематографе
- В фильме «Всё это и небо в придачу» (1940) роль Ораса Себастьяни де Ла Порты сыграл Монтегю Лав.

## Галерея

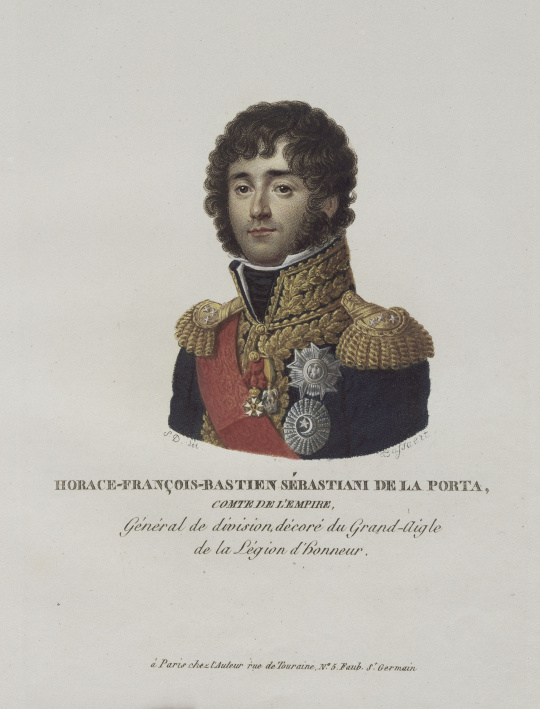
Портрет около 1800.
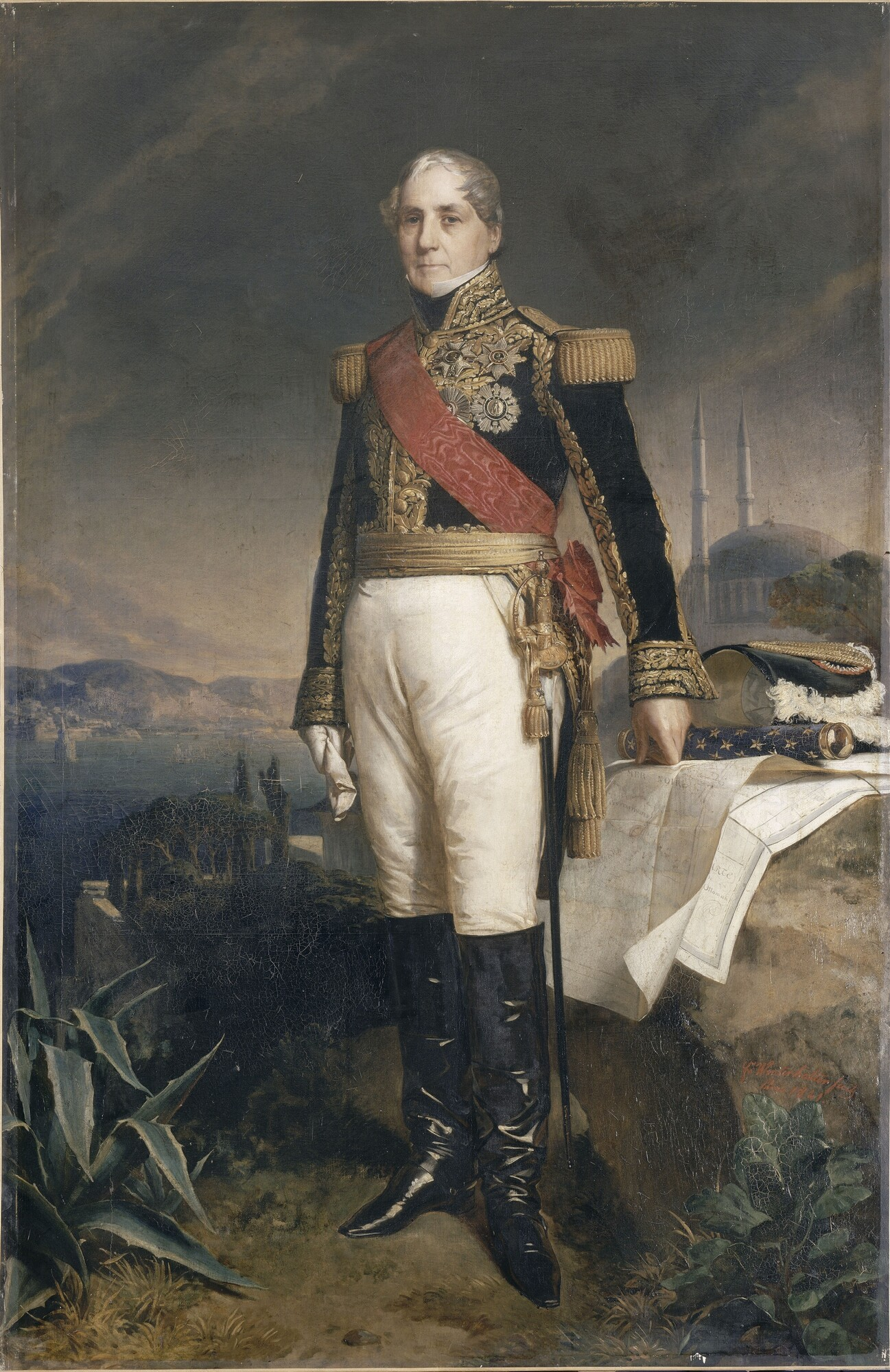
Франц Винтерхальтер. Портрет 1841 года.